# Stadtkirche Limbach

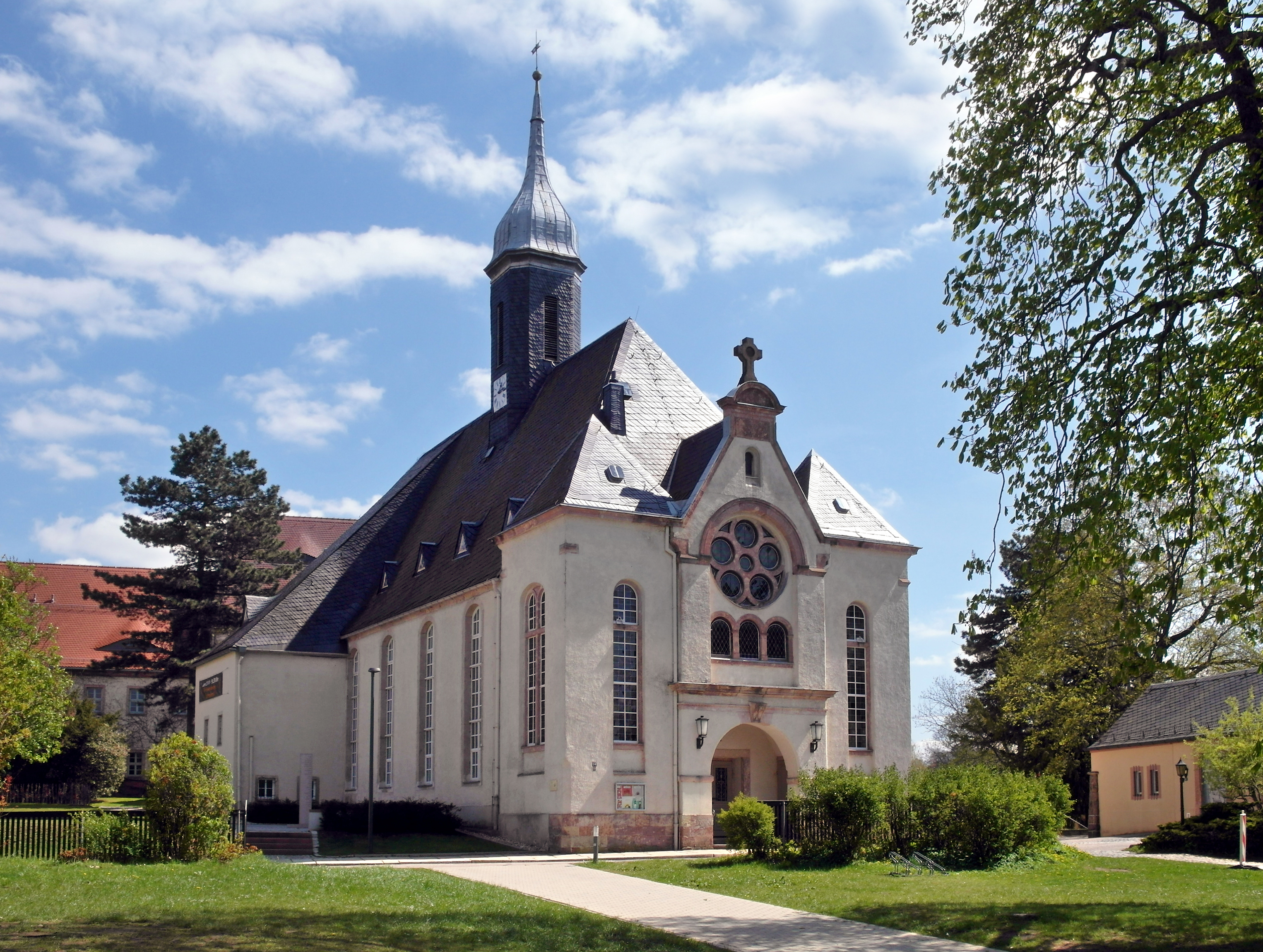
Stadtkirche Limbach

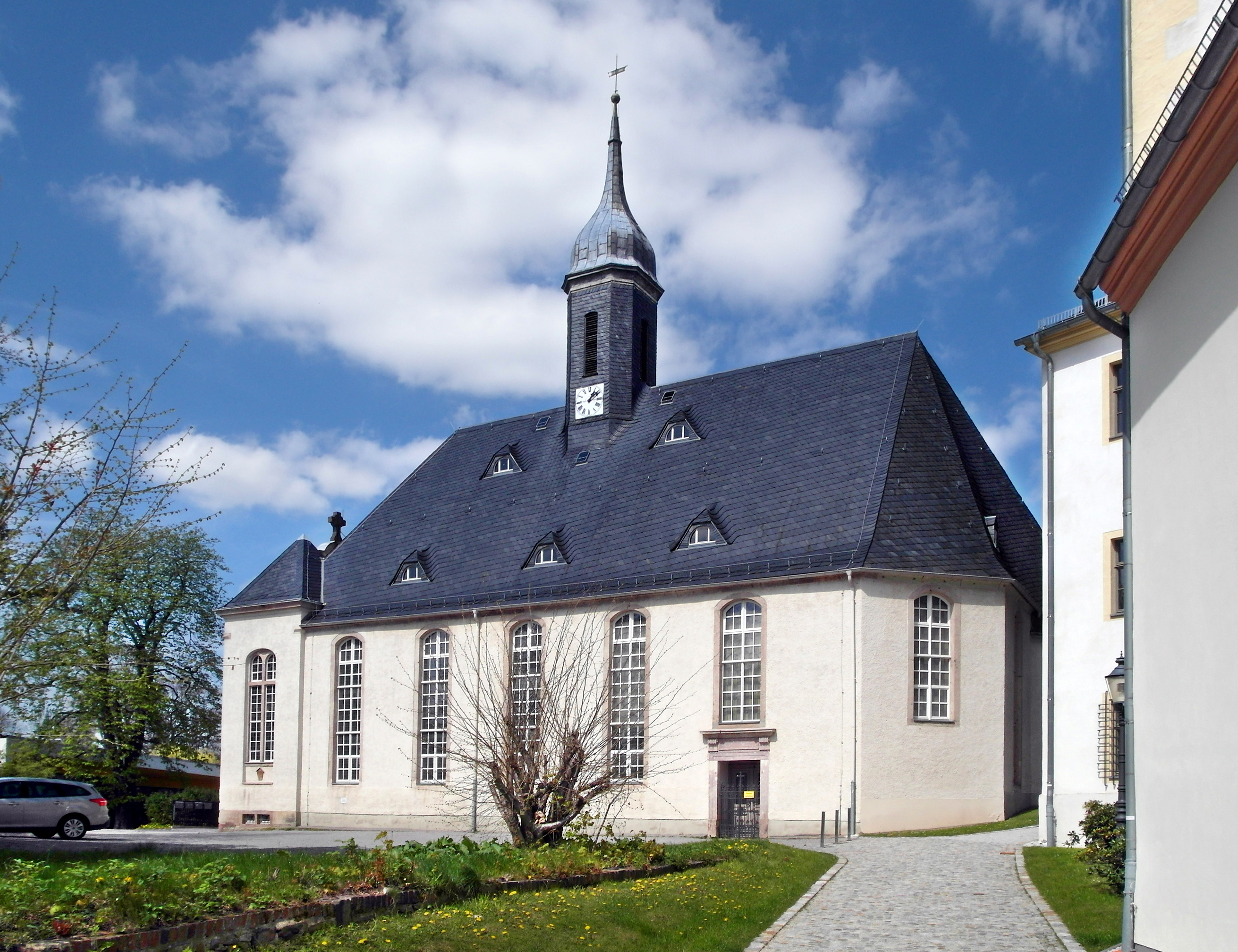
Stadtkirche Limbach

Die Stadtkirche Limbach ist die evangelische Kirche des Doppelortes Limbach-Oberfrohna. Sie entstand aus einer im Jahr 1412 dokumentierten hölzernen Dorfkirche nach mehreren Umbauten zwischen 1510 und 1899 in ihrer heutigen Form. Seit der Reformation – hier erst im Jahr 1539 durch den sächsischen Landesherrn eingeführt – dient sie als Stadtkirche und hat die Adresse An der Stadtkirche 5. Das Gotteshaus steht seit 1939 unter Denkmalschutz.

## Geschichte

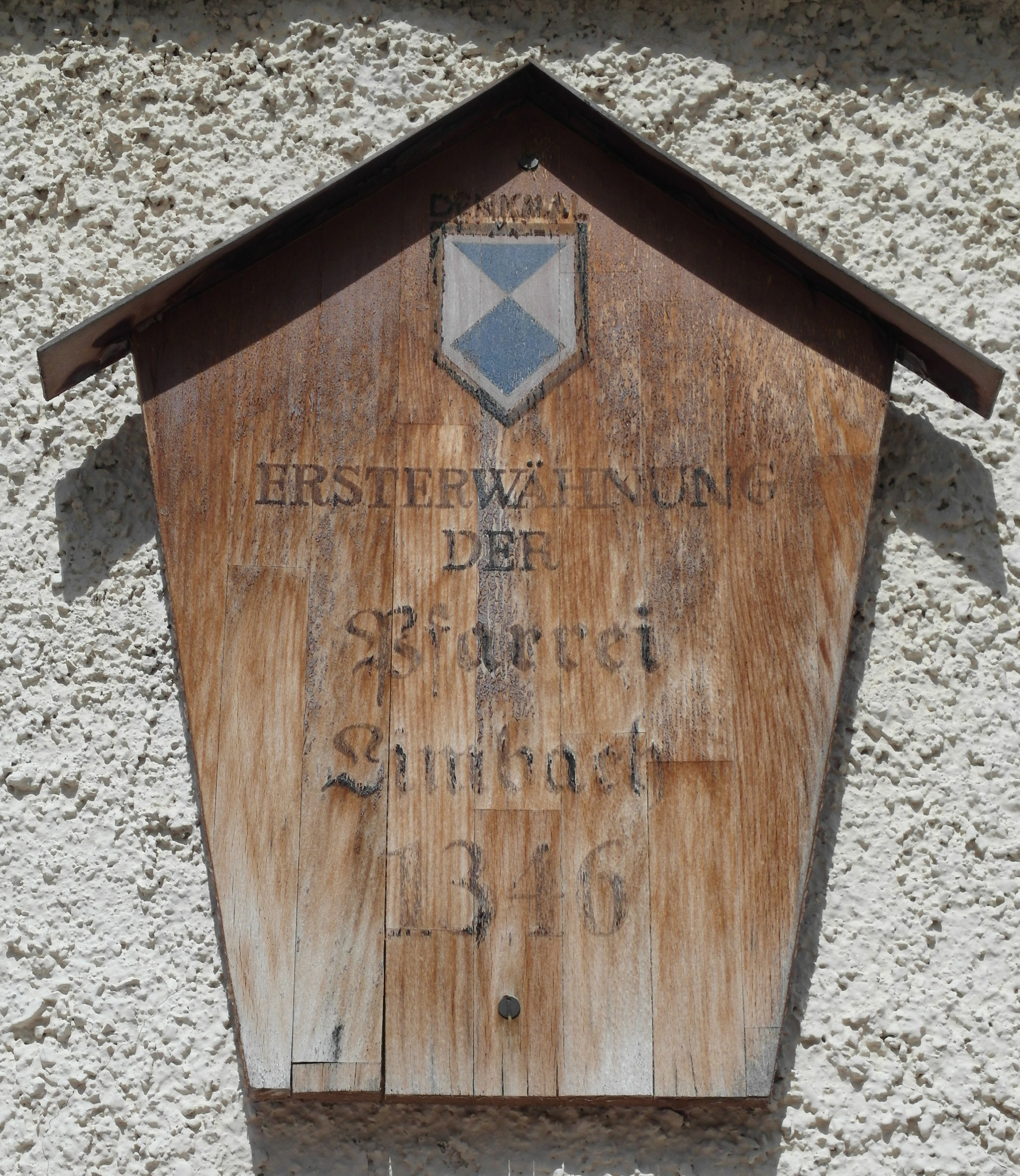
Ersterwähnung der Pfarrei 1346

Das Kirchengebäude wurde um 1510 teilweise in Fachwerkbauweise und mit Bruchstein-Mauern neu errichtet. Der erste evangelische Pfarrer nach der Reformation war Matthäus Vogel, der neben seiner Seelsorgerischen Tätigkeit auch das Pfarrgut und die kirchlichen Ländereien (Pfarrlehn) bewirtschaftete.
Im Jahr 1570 stiftete Georg I. von Schönberg (1524–1588) einen steinernen Altar. Bald nach Ende des Dreißigjährigen Kriegs, 1650 erhielt die Kirche eine neue Kanzel. Der im Krieg stark beschädigte Turmknopf mit wertvollen Dokumenten und Zeugnissen aus den Anfängen des Kirchenbaus wurde erst 1675 durch einen neuen vergoldeten Knopf ersetzt und mit neuen Zeitdokumenten befüllt. Der beauftragte Handwerksmeister J. M. Erhardt aus Penig vergoldete auch die Spindel und die Wetterfahne neu. Spätere Reparaturen (1744, 1761, 1808 und 1813) brachten stets interessante Nachrichten der entsprechenden Zeiträume zutage.
Der ursprüngliche Kirchfriedhof ist nicht mehr erhalten, er wurde vermutlich bereits im 16. Jahrhundert eingeebnet.
Anton von Schönberg stifte 1746 einen hölzernen und bemalten Taufengel, der anfangs wohl als Taufbeckenhalter diente. Erst später wurde er schwebend über dem Taufstein angebracht, wo er sich noch immer befindet.
Im Jahr 1760 stürzte die große Glocke bis zum Fuß des Glockenstuhls ab, ohne dabei Schaden zu nehmen. Als Ursache wurde der Aufenthalt österreichischer Soldaten auf dem Turm angenommen. Die beschädigte mittlere und die kleinste Glocke wurden noch im 18. Jahrhundert abgenommen, eingeschmolzen und neu gegossen. Der Guss kostete nur 209 Thaler, da der Wert der Glockenbronze gegengerechnet worden war.
Die anfangs im bäuerlichen Barock gestaltete und ausgestattete Kirche wurde 1811 für den damals großen Betrag von 6000 Thaler umfassend umgebaut. Sie entstand nach Plänen und unter Leitung der Baumeister K. F. Scherf und Chr. F. Künzel im Stil des Klassizismus. Bei dieser Gelegenheit stiftete der Kaufmann Johann Samuel Esche, Nachkomme des Strumpffabrikanten Johann Esche, einen neuen Altar mit einer Marmorplatte, der zusammen mit der erneuerten Kanzel eine „harmonische Einheit“ bildet.
Danach erklärte die Gemeindeverwaltung das Haus offiziell zur Stadtkirche von Limbach.
Der Rittergutsbesitzer Graf Sebastian von Wallwitz und seine Frau Luise Wilhelmine von der Schulenburg stifteten 1799 eine gusseiserne dreibeinige Taufe, gegossen in der Kunst- und Glockengießerei Lauchhammer sowie eine silberne Taufschale.
Im Jahr 1811 ließ der Kaufmann Esche einen neuen Altar auf seine Kosten herstellen, bestehend aus Altartisch, einem Aufbau mit Säulenschäften und Kapitellen sowie einer reich gegliederten fast zierlich wirkenden Kanzel mit Kanzeldeckel. Darüber verlief ein Fries mit geschnitztem laufendem Hund und ein Giebeldreieck schloss den Aufbau ab.
Anlässlich der 300-Jahr-Feier der Reformation in Limbach, im Jahr 1839, wurden aus Spenden der Gemeinde eine neue Altar- und Kanzelbekleidung, vergoldete Altargefäße, gusseiserne Altarleuchter und ein Kruzifix angeschafft.
Mit der wachsenden Einwohnerzahl des Ortes wuchs auch der Wunsch, ein größeres repräsentatives Kirchengebäude sowie ein volleres Geläut zu besitzen. So ließ die Kirchenverwaltung 1849 die drei Glocken in der Glockengießerei in Apolda umgießen. Der Kircheninnenraum wurde neu ausgemalt, da die lange Nutzung Schmutz- und Rußspuren hinterlassen hatte. Die gewählten dunklen Farben ersetzte der Maler Albert Ackermann bereits 1888 durch hellere freundlichere Farben.
Das Jahr 1894 führte zu weiteren bedeutenden An- und Umbauarbeiten an der Kirche:
ein städtisch wirkendes Rundbogenportal mit einem völlig neuen Giebelteil, in dem eine farbig verglaste aus Hilbersdorfer Porphyrtuff gearbeitete Rosette einen Blickfang bildet. Des Weiteren kamen zwei große Treppenaufgänge beidseitig des Portals im Inneren hinzu, die zu den ebenfalls umgestalteten Emporen hinauf führen, die bis dahin die Raumakustik gestört hatten. In dem durch den Anbau entstandenen größeren Vorraum war nun Platz für eine neue größere Orgel, die die Firma Ladegast aus Merseburg fertigte und installierte.
Der 29 Meter hohe spitze Kirchturm hatte durch Blitzeinschlag Schaden genommen und wurde 1899 von den Limbacher Baufirmen E. Poser und C. Sussig komplett einschließlich Kugel und Wetterfahne erneuert. Die alte Turmkugel hatte in Latein abgefasste Pergamente aus dem Jahr 1675 und alte Münzen enthalten. Jetzt kamen Nachrichten vom Ende des 19. Jahrhunderts in die frisch vergoldete Kugel, ein breiterer Dachreiter mit geschweifter Haube ziert seitdem den Kirchturm.
Trotz finanzieller und personeller Probleme baute die Dresdner Orgelbaufirma Gebrüder Jehmlich 1918 eine neue Orgel mit 28 klingenden Stimmen ein. Die Orgelweihe fand am 28. August 1918 statt.
Die an der Ostseite der Kirche angebaute kleine Eschekapelle wurde 1934 abgerissen. Gleichzeitig wurde ein bereits früher vorhandener unterirdischer Fluchtgang vermauert, die Fassaden der Kirche erhielten frischen Putz und das Dach eine neue Eindeckung. Schließlich bekam der Altar 1936 wieder ein neues Bild, das die Innenarchitektur der Kirche konterkarierte. Dem Heimatmuseum, damals als Deutsches Altertumsmuseum bezeichnet, übergab die Kirchengemeinde 1940 eine Vielzahl von kirchlichen Gebrauchs- und Kunstgegenständen wie gusseiserne und zinnerne Leuchter, eine Abendmahlskanne, eine Altardecke, eine Agende von 1658, ein Sargtuch der Strumpfwirkerinnung von 1791, Klingelbeutel und Bruchstücke vom Grundstein der ehemaligen Kantorschule. 1941 wurden auch die gusseiserne Taufe und das Allianzwappen der Rittergutsbesitzerfamilien von Rhöden und Campen an das Museum abgeliefert.
Trotz des nach Deutschland zurückkehrenden Krieges erfolgten 1943 eine weitere größere Renovierung und Umgestaltung der Stadtkirche unter Leitung des Baurats Georg Laudeley aus Chemnitz in Zusammenarbeit mit dem Kunstmaler Helas aus Dresden. Folgendes wurde verändert:
- Vergrößerung, Erhöhung und Bekleidung des Altartisches mit französischem grauen Marmor,
- Vergrößerung des Altarraumes durch Entfernen von zwei Bankreihen,
- Anbringen von drehbaren Liederanstecktafeln beidseitig der Kanzel,
- Schaffung eines Mittelganges und Ausmalen des gesamten Kirchenraumes in den Farben weiß, gold, blau, angelehnt an die ursprüngliche klassizistische Gestaltung,
- Neugestaltung der Emporenfüllungen in brauner Farbe mit aufgesetzten 35 Symbolen aus dem Alten und dem Neuen Testament,
- Anbringung eines weißen Textes auf blauem Grund mit einem Bezug zu Gottes Heilsplan: „Also hat Gott die Welt geliebt, dass er seinen eingeborenen Sohn gab, auf dass alle, die an ihn glauben, nicht verloren werden, sondern das ewige Leben haben.“
- Einrichtung einer Ehrenwand im Seitenportal an der Marktseite mit schwarzen Trauerschleifen für die gefallenen Gemeindeglieder.

Nach 1945 gelangten die meisten Gegenstände vom Museum wieder in Kirchenbesitz.
Besonders auf Initiative des Stadtkirchenmusikdirektors Rudolf Levin reinigten und erweiterten Mitarbeiter der Orgelfirma Jehmlich bereits im August/September 1946 die Orgel. Das zweimanualige Werk, bis dahin in romantischer Klangauffassung,
wurde in eine barocke Tonstimmung versetzt. Der Spieltisch erhielt einen neuen Platz direkt an der Chorempore.
In den folgenden Jahren wurden gerade mal die notwendigsten Erhaltungsmaßnahmen an der Orgel, am Fußboden, an der Heizung, an den Kirchenbänken und vor allem am Dach unter großem persönlichen Einsatz der Kirchenmitglieder durchgeführt. In Überwindung aller politischen und Materialschwierigkeiten erhielt die Gemeinde 1973 grünes Licht für eine dringend erforderliche neue Renovierung.
Nach der friedlichen Revolution in der DDR im Jahr 1999 vereinigten sich die Stadtkirchgemeinde Limbach und die Lutherkirchgemeinde Kändler zur Kirchgemeinde Limbach-Kändler.

## Architektur
Die Kirche ist eine Emporenhalle mit dreiseitigem Ostabschluss und einem schiefergedeckten Walmdach mit Dachreiter. Im relativ steilen Dach befinden sich beiderseits mehrere versetzt angeordnete Gauben.
Unter beiden Emporengeschossen und an der Raumdecke tragen quadratischen Pfeiler auf Kapitellen segmentbogige Arkaden. Die Decke des Mittelschiffs ist dezent gefeldert, in den relativ breiten Seitenschiffen sind alle Decken schmucklos.
An der Ostseite des Kirchengebäudes, dem heutigen Rathaus zugewandt, ist das Familienwappen der Familie von Wallwitz, ein springender roter Hirsch, über einem Fenster eingemeißelt. Früher befand sich anstelle des Fensters eine Tür, von der ein überdachter Gang zum Herrschaftshaus führte. So erreichten die Gutsbesitzer das Gotteshaus trockenen Fußes.
Des Weiteren besitzt das Gotteshaus eine Turmuhr, die im Jahr 1879 durch die Bernhard Zachariä Turmuhren aus Leipzig erneuert wurde und noch einmal in den 1940er Jahren.

## Ausstattung

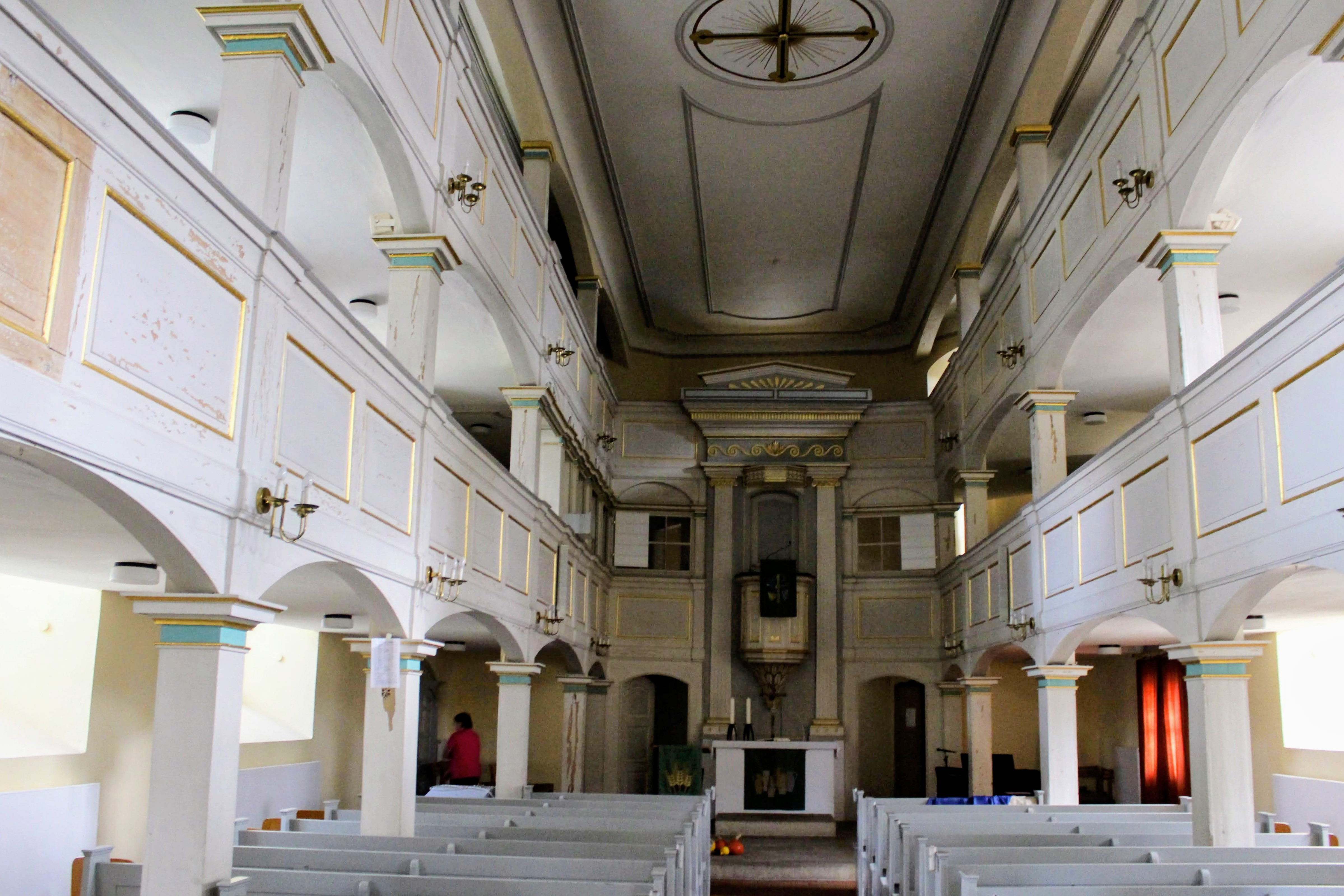
Kirchenhauptraum

### Altar
Ein erster Altar ist im Jahr 1535 dokumentiert, als er einige besondere Reliquien erhielt. 1811 kam ein vom Kaufmann Johann Samuel Esche gestifteter Altar hinzu, der in den folgenden Jahren noch mehrfach verändert wurde (siehe unter Geschichte).
Im Ersten Weltkrieg musste die Kirchengemeinde alle Glocken als Metallspende des deutschen Volkes dem Reichsmilitärfiskus abliefern, sie wurden im Juni 1917 ausgebaut und danach eingeschmolzen.
Die fehlenden Glocken konnten erst im Jahr 1921 durch neue ersetzt werden, die Arno Scherf, Fabrikant, Stadtrat und Kirchenvorstandsmitglied, stiftete. Das Geläut im Dreiklang d-fis-a war 2.800 kg schwer, die Glocken wogen 450, 750 und 1.600 kg.
1927 ersetzte ein vom Chemnitzer Kunstmaler Fritsche geschaffenes und von einer Stiftung finanziertes Altarbild das bisherige.
Im Kriegsjahr 1942 waren die Bronzeglocken wieder als Metallspende des deutschen Volkes zur Materialgewinnung für Kriegsgerät abzuliefern, lediglich die kleinste Glocke durfte hängen bleiben.
An einen Ersatz der abgelieferten Glocken war kurz nach Kriegsende aus verschiedenen Gründen nicht zu denken. Trotzdem beschloss die Gemeindevertretersitzung im Sommer 1945: Neue Glocken sollen groß sein und ein volles Geläut haben. Falls der Turm zu eng oder statisch nicht belastbar ist, sollen sie an einem Glockenstuhl neben dem Kirchengebäude aufgehängt werden. Pfarrer Heintze ließ sich daraufhin von Georg Laudeley, nun als Baupfleger tätig, ein Projekt für einen freistehenden hölzernen Glockenturm ausarbeiten, das dieser im Februar 1948 vorlegte. Eine Realisierung erwies sich aber rasch als unmöglich.
Im Jahr 1950 konnte nach unendlich zähen Verhandlungen mit der Stadtverwaltung und der Besatzungsmacht erreicht werden, dass in Apolda von der traditionsreichen Glockengießer-Familie Schilling zwei neue Bronze-Kirchenglocken für die Limbacher Kirche gegossen wurden. Die beiden Klangkörper in den Tönen d und h und dem Gewicht von 183 respektive 320 kg wurden bei einem kleinen Festakt (Glockenbegrüßung) am 20. Juni 1950 auf den Turm gezogen. Auch eine neue wirklich größere Glocke konnte der Pfarrer anschließend in Auftrag geben: sie entstand durch Umguss einer großen Bronzeglocke der Gemeinde Hettstedt und in Partnerschaft mit dem damaligen Sehmaer Pfarrer. Gemeindemitglieder brachten in kleinen Mengen die benötigte Menge Altmetall bzw. deren Gegenwert zur Herstellung auf. Die Apoldaer Gießerei fertigte eine 843 kg schwere Bronzeglocke mit einem unteren Durchmesser von 1,32 m in der Tonlage fis. Nach Verstärkungsmaßnahmen am Kirchturm erfolgte im Frühjahr 1951 die Glockenweihe. Bis in das Jahr 1953 mussten alle Glocken im Handbetrieb betätigt werden, für die zwei kleineren ließ die Gemeinde nun einen elektrischen Antrieb einbauen.

### Weiteres
Aus der Zeit vor der Reformation ist nach Entfernung aller Reliquien, Heiligen- und Marienbilder nur noch ein in Silber getriebener und vergoldeter Abendmahlskelch erhalten, der am Knauf die Inschrift MARIA trägt.
Die in Limbach gestorbenen Herrschaften des Rittergutes wurden in der Kirche beigesetzt.
In den Jahren 1972–1974 wurde das Taufbecken in der Gießerei Lauchhammer überarbeitet und neu aufgestellt.

## Orgel

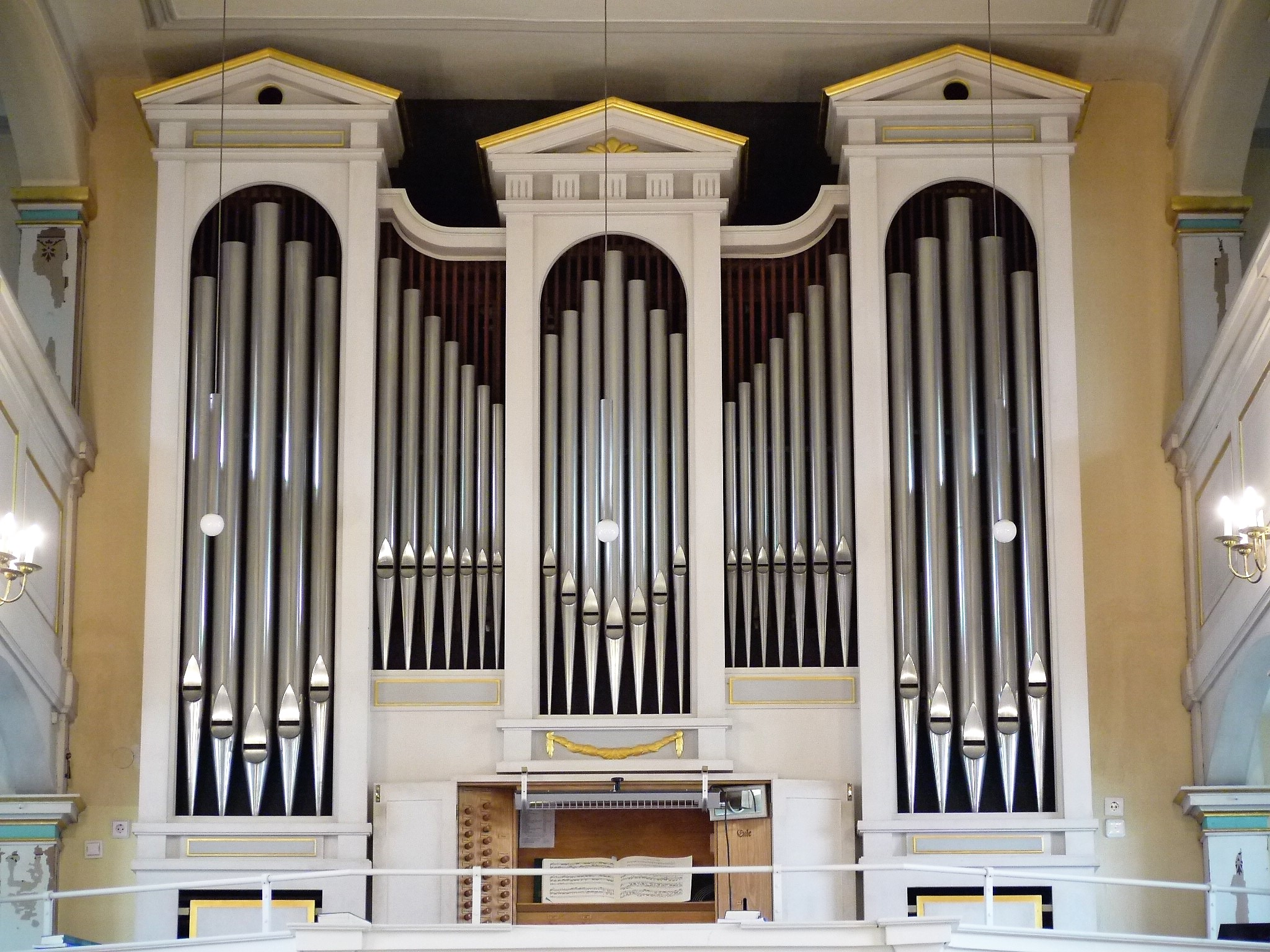
Eule-Orgel

Zwischen dem 17. Jahrhundert und 1918 war die Kirche mit immer wieder neuen Orgeln von verschiedenen Orgelbaufirmen ausgestattet worden. Das 1918 durch die Gebrüder Jehmlich erbaute und 1946 neobarock umdisponierte Instrument wurde unter Verwendung einiger Pfeifen 1983 von VEB Eule Orgelbau Bautzen ersetzt und in den 1990er-Jahren überholt. Sie besitzt 25 Register auf zwei Manualen und Pedal. Die Disposition lautet:
| I Hauptwerk C–g3 |       |
| Lieblich Gedackt | 16′   |
| Prinzipal        | 8′    |
| Rohrflöte        | 8′    |
| Oktave           | 4′    |
| Holzflöte        | 4′    |
| Oktave           | 2′    |
| Sifflöte         | 1 ⁄3′ |
| Mixtur IV        | 1 ⁄3′ |
| Trompete         | 8′    |
| Tremulant        |       |

| II Schwellwerk C–g3 |        |
| Weitgedackt         | 8′     |
| Viola da Gamba      | 8′     |
| Prinzipal           | 4′     |
| Spitzflöte          | 4′     |
| Waldflöte           | 2′     |
| Flageolett          | 1′     |
| Nasat               | 2 ⁄3′  |
| Terz                | 1 3⁄5′ |
| Scharff IV          | 1 3⁄5′ |
| Krummhorn           | 8′     |
| Tremulant           |        |

| Pedal C–f1 |       |
| Subbaß     | 16′   |
| Prinzipal  | 8′    |
| Gedacktbaß | 8′    |
| Choralbaß  | 4′    |
| Mixtur III | 2 ⁄3′ |
| Posaune    | 16′   |

- Koppeln: II/I, I/P, II/P (Hand- und Fußbetätigung)

Anmerkungen
1. ↑  umintoniert aus Quintadena 16'
2. 1 2  Austausch der beiden 2'-Register zwischen Haupt- und Schwellwerk
3. 1 2  Das ehemalige Gemshorn steht jetzt als Quinte 2 2⁄3′ in der Mixtur, es wird durch den Choralbaß 4', welcher aus den Pfeifen der alten Mixtur besteht, ersetzt

## Geläut
Im Zusammenhang mit dem Blitzeinschlag 1899 wurden auch die Glocken noch einmal umgearbeitet, am 28. März 1900 erfolgte die Glockenweihe. Das neue dreistimmige Geläut mit einem Gesamtgewicht von 40 Zentnern fand nun Platz in dem größeren Turm. Es läutete im Es-Dur-Dreiklang, und jede Glocke trug ein geistliches Symbol und einen Bibelspruch. Die Kosten für den Neuguss betrugen 5.275 Mark.

## Gemeindeleben

### Überblick (Auswahl)
Im Jahr 1905 gründete sich der erste kirchliche Posaunenchor im Pfarrgebiet, der bis in das 21. Jahrhundert aktiv ist. Die Instrumente konnten mit Hilfe einer Spende angeschafft werden.
In der Kirchenarbeit finden sich neben regelmäßigen Gottesdiensten ein Begegnungscafé und ein Frauentreff jeweils im benachbarten Gemeindezentrum. Zur Integration der in Limbach-Oberfrohna untergebrachten Flüchtlinge soll neben dem bereits bestehenden Sprachkurs und dem Begegnungs-Treff-International im Diakoniezentrum (Pleißaer Straße 13a) auch ein Begegnungs-Garten im Kleingartenverein Bodenreform entstehen.
Die Kirchengemeinde organisiert ab Herbst 2018 die Aufführung des Kinder-Musicals „Glauben heißt Vertrauen“ von Helmut Jost und Ruthild Wilson.
Zum Zusammenhalt der Gemeindemitglieder finden gelegentlich Familien-Urlaubsausflüge statt.

### Pfarrer
Die jeweilige Pfarrersfamilie wohnt im benachbarten Pfarrhaus, das im Jahr 1767 komplett erneuert wurde und ebenfalls unter Denkmalschutz steht.
In der Limbacher Stadtkirche waren im Laufe der Jahrhunderte mindestens folgende Geistliche tätig (nicht vollständig):
- 1539 – Vogel, Matthäus
- 1551 – Linke, Paul
- 1579 – Krause, Georg
- 1614 – Weißhahn, Friedrich
- 1618 – Hofmann, Matthäus
- 1687 – Müller, Johann Georg
- 1734 – Müller, Johann Friedrich, Sohn von Johann Georg Müller
- 1764 – Kreyßig, Christian Sigismund
- 1797 – Gilbert, Christian Gotthold Karl
- 1825 – Mohr, Carl August Friedrich
- 1832 – Wildenhayn, August Wilhelm
- 1861 – Beyer, Leberecht Woldemar
- 1868 – Hofmann, *Karl Volkmar Elias
- 1872 – Hemmann, Friedrich Wilhelm Otto
- 1905 – Jeremias, Friedrich *Johannes
- 1912 – Kohlsdorf, Karl *Ernst
- 1918 – Kaiser, Johann *Karl Friedrich
- 1925 – Seidel, Johann Martin *Friedrich
- 1926 – Wenke, *Horst Ernst Edgar
- 1937 – Schaaf, Wilhelm Friedrich Werner
- 1940 – Heintze, Kurt *Walter
- 1940 – Klötzner, Max *Gerhard
- 1940 – Ziegler, Ernst Karl
- 1949 – Wolff, *Hans Conrad Albert
- 1953 – Reichel, Wolfgang
- 1954 – Schachschal, Hans
- 1974 – Seltmann, Heinrich
- 1979 – Markert, Wolfgang[8][9]
- Georg Crusius[1]
- Ulrich Keil in den 1970er Jahren[1]
- Die im 21. Jahrhundert zuständigen Pfarrer für die Stadtkirche und zugleich für die Martin-Luther-Kirche im Ortsteil Kändler sind Andreas Vögler und Johannes Schubert (Stand Jahr 2018), der Kantor Johannes Baldauf bedient die Orgel und probt die oben genannte Aufführung in Limbach.[7]

### Gemeindehaus
Im Jahr 2015 konnte ein nach Plänen und unter Leitung der Architektin Kerstin Bochmann von Bochmann Architekten neu gebautes Gemeindehaus eingeweiht werden. Der sächsische Oberlandeskirchenrat Martin Lerchner vollzog die Weihe am 28. März des Jahres.

## Varia

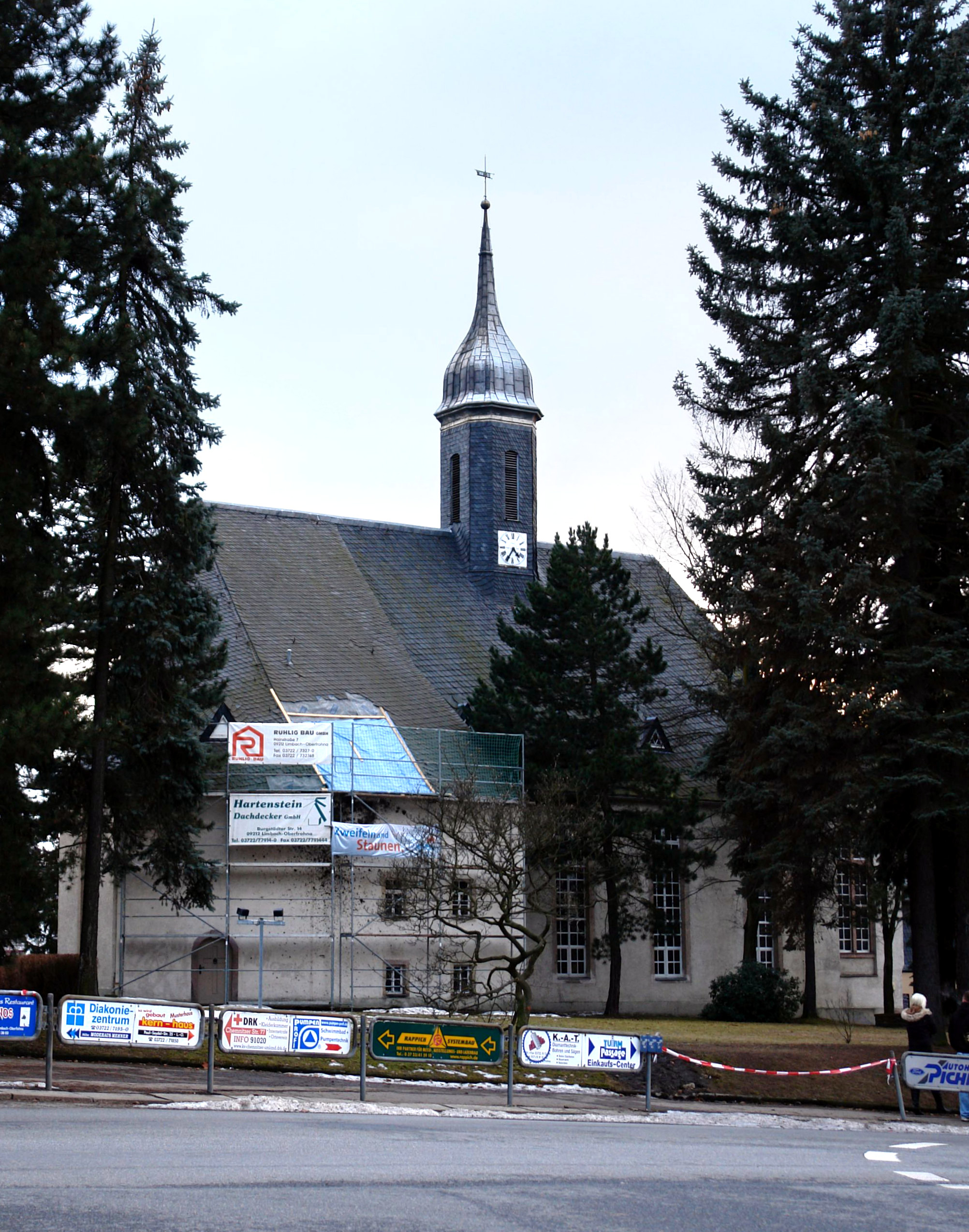
Kirche mit Absprung- und Einschlagsstelle des verunglückten Fahrzeugs

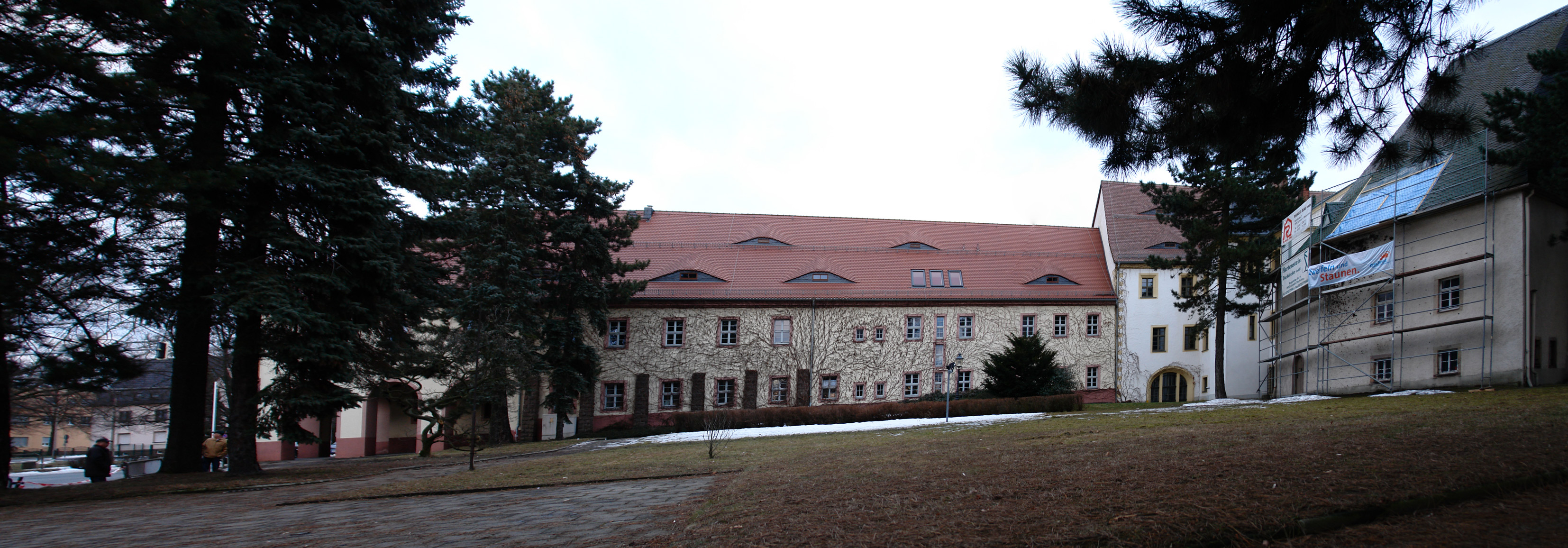
Die Flugbahn ging von ganz links nach ganz rechts.

- In den zurückliegenden Jahrzehnten gab es immer wieder Kunstdiebstahl. Die Kirchenchronik vermerkte beispielsweise für den November 1927, dass ein Kruzifix und zwei Leuchter gestohlen wurden. Im Dezember 1930 war es Dieben gelungen, über die Sakristei in das Kirchengebäude einzudringen und sechs Kollektenbüchsen zu erbeuten, die aber nur wenig Geld enthalten hatten.[1]
- Am 25. Januar 2009 kam es zu einem aufsehenerregenden Verkehrsunfall, bei dem ein Pkw nach einem 35 m weiten Sprung im Dach der Kirche einschlug. Der 23-jährige, schwerverletzte Fahrer wurde von der Freiwilligen Feuerwehr mit einer Drehleiter gerettet.[11] Nach vollständiger Reparatur der beschädigten Mauerteile und des Daches ließ die Pfarrei unterhalb der Einschlagstelle eine Gedenktafel anbringen mit folgender Inschrift:

- Der am 29. Februar 2020 gewählte Bischof der Evangelisch-Lutherischen Landeskirche Sachsens Tobias Bilz absolvierte von 1989 bis 1991 an der Stadtkirche Limbach sein Vikariat.